# 小日梅林卡
49°0′45″N 28°5′57″E / 49.01250°N 28.09917°E
小日梅林卡（烏克蘭語：Мала Жмеринка），是烏克蘭的村落，位於該國西南部文尼察州，由日梅林卡區負責管轄，面積1.73平方公里，海拔高度292米，人口712，人口密度每平方公里542.2人。
1. ↑  https://zhmerinka-adm.gov.ua/media/files/Aa3irHy64zYfrZziEDee8Drn4.pdf